# Brauereigasthof Kapplerbräu

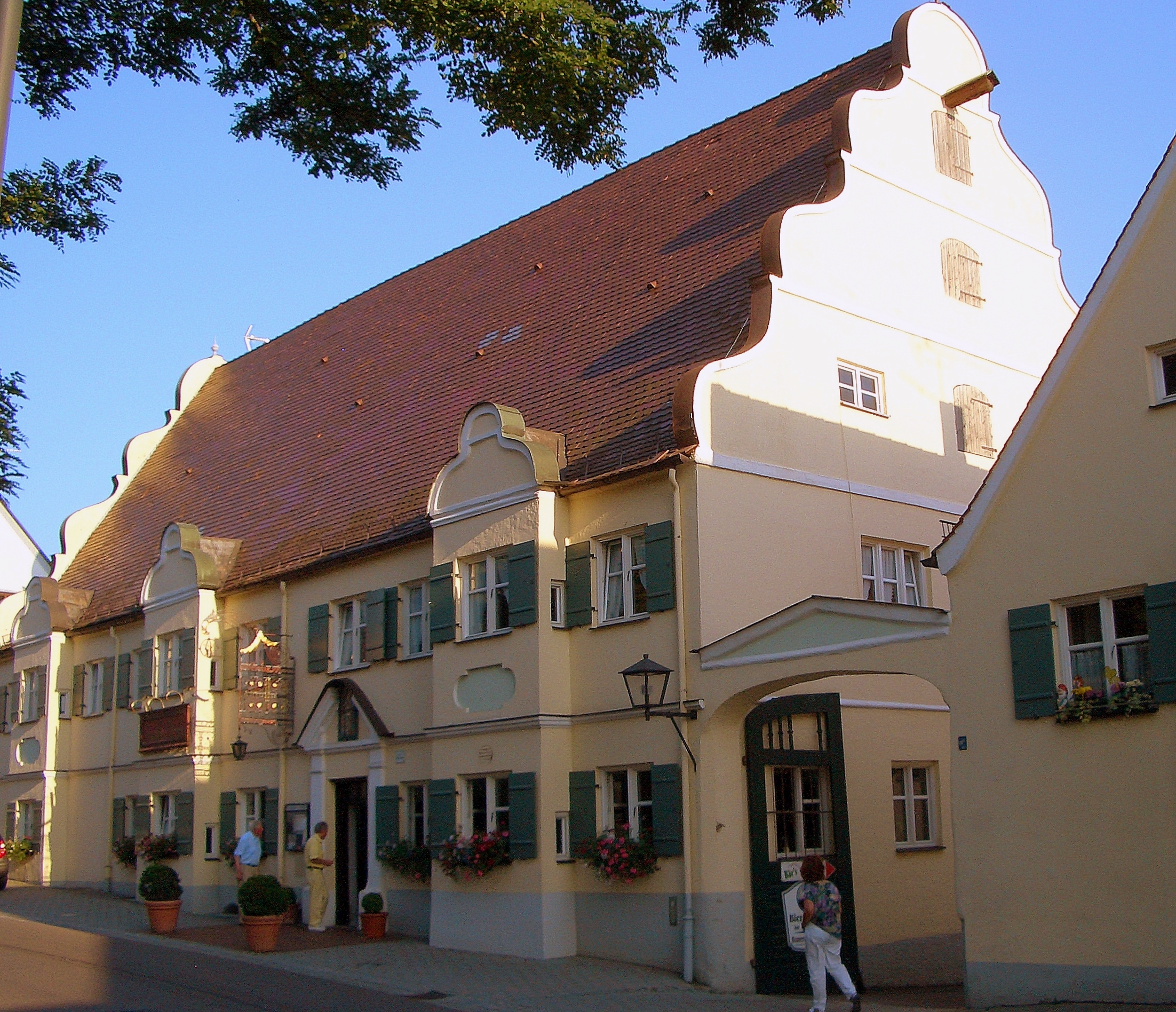
Kapplerbräu

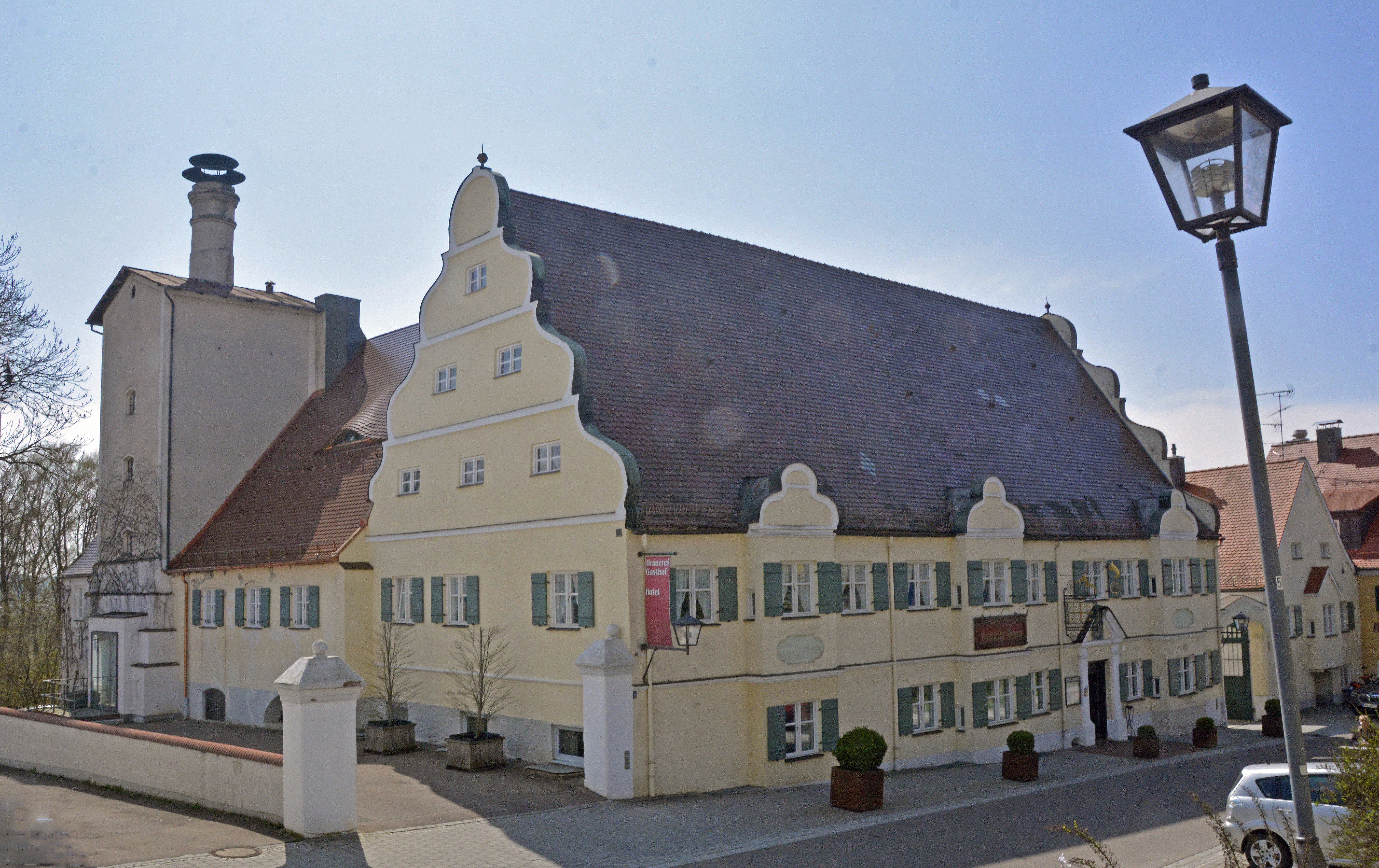
Brauereigasthof und Hotel Kapplerbräu (2019)

Der Brauereigasthof Kapplerbräu ist ein Gasthaus mit Brauerei im oberbayerischen Markt Altomünster. Das barocke Gebäude mit seinem geschweiften Giebel wurde Ende des 17. oder Anfang des 18. Jahrhunderts am oberen Markt des Ortes errichtet. Im zugehörigen ehemaligen Brauerei- und Mälzereigebäude wurde 1985 das Brauereimuseum Altomünster eröffnet.

## Beschreibung
Das zweigeschossige Gebäude ist mit seiner Traufe zur Straße orientiert, die Fassade wird durch drei Bodenerker mit Schweifgiebel gegliedert. Die beiden dreigeschossigen Hauptgiebel des Hauses sind ebenfalls geschweift. An der Straßenfassade befindet sich ein schmiedeeisernes Wirtshausschild von 1849. Auf der Ostseite des Hofes befindet sich ein Stadel aus dem 18. Jahrhundert und auf der Südseite ein Jugendstilsaalbau mit Walmdach aus der Zeit um 1910 mit Bühne und außenliegender Freitreppe. Die gesamte Anlage steht unter Denkmalschutz.

## Geschichte
Erstmals urkundlich erwähnt wurde die Brauerei im Jahr 1561. 1641 erwarb der Braumeister Anton Hörmann aus Gebenhausen das Anwesen. 30 Jahre später übernahm Johann Kappler die Brauerei, der bis heute namengebend für den Gasthof ist. Nachdem die Brauerei im Lauf der Jahrhunderte mehrmals den Eigentümer wechselte, übernahm 1922 der Bierbrauer Wilhelm Wiedemann aus Thannhausen durch Heirat der Brauerstochter das Anwesen, dessen Familie bis heute Besitzer des Hauses ist.

## Produkte
Im Betrieb werden das Export-Hell, die „Echt Altomünsterer Hefeweisse“, die „Leichte Weisse“, das „Dunkle Zunftbier“ und das „Pater Simon Pils“ hergestellt. Der Gesamtausstoß an Bier beträgt pro Jahr etwa 7000 Hektoliter. Weiterhin stellt die Kapplerbräu auch alkoholfreie Getränke her. Zu diesen zählen Orangen- und Zitronenlimonade, Cola-Mix sowie die Diätfruchtsäfte „Orange Light“ und „Grapefruit Light“.